# Шуанбай
24°41′20″ пн. ш. 101°38′14″ сх. д. / 24.68896° пн. ш. 101.63735° сх. д.
Шуанбай (кит. 双柏县, пін. Shuāngbǎi Xiàn) — один із повітів КНР у складі Чусюн-Їської автономної префектури, провінція Юньнань. Адміністративний центр — містечко Тодянь.

## Географія
Шуанбай лежить на заході Юньнань-Гуйчжоуського плато у верхній течії річки Хонгха.

### Клімат
Повіт знаходиться у зоні, котра характеризується океанічним кліматом субтропічних нагір'їв. Найтепліший місяць — червень із середньою температурою 19,6 °C. Найхолодніший місяць — грудень, із середньою температурою 8,8 °С.
| Клімат повіту Шуанбай   | Клімат повіту Шуанбай | Клімат повіту Шуанбай | Клімат повіту Шуанбай | Клімат повіту Шуанбай | Клімат повіту Шуанбай | Клімат повіту Шуанбай | Клімат повіту Шуанбай | Клімат повіту Шуанбай | Клімат повіту Шуанбай | Клімат повіту Шуанбай | Клімат повіту Шуанбай | Клімат повіту Шуанбай | Клімат повіту Шуанбай |
| Показник                | Січ.                  | Лют.                  | Бер.                  | Квіт.                 | Трав.                 | Черв.                 | Лип.                  | Серп.                 | Вер.                  | Жовт.                 | Лист.                 | Груд.                 | Рік                   |
| Середній максимум, °C   | 14,8                  | 17,2                  | 20,5                  | 23,3                  | 24                    | 24,2                  | 23,5                  | 23,5                  | 22                    | 19,8                  | 16,8                  | 14,1                  | 20,3                  |
| Середня температура, °C | 9,2                   | 11,5                  | 14,7                  | 17,5                  | 18,7                  | 19,6                  | 19,3                  | 19                    | 17,5                  | 15,3                  | 11,8                  | 8,8                   | 15,2                  |
| Середній мінімум, °C    | 5,2                   | 7,1                   | 10,2                  | 12,8                  | 14,6                  | 16,5                  | 16,6                  | 16,1                  | 14,7                  | 12,6                  | 8,5                   | 5,3                   | 11,7                  |
| Норма опадів, мм        | 16.5                  | 19.1                  | 20.9                  | 30.6                  | 88.9                  | 137.8                 | 185.6                 | 192.6                 | 129.7                 | 84                    | 40.8                  | 14.5                  | 961                   |
| Вологість повітря, %    | 66                    | 55                    | 50                    | 52                    | 66                    | 78                    | 84                    | 84                    | 85                    | 85                    | 81                    | 77                    | 71.9                  |
| ----------------------- | --------------------- | --------------------- | --------------------- | --------------------- | --------------------- | --------------------- | --------------------- | --------------------- | --------------------- | --------------------- | --------------------- | --------------------- | --------------------- |
| Джерело: data.cma.cn    |                       |                       |                       |                       |                       |                       |                       |                       |                       |                       |                       |                       |                       |